# Kappa-Organismus
Einen Kappa-Organismus oder Kappa-Partikel nennt man in der Biologie vererbbare zytoplasmatische Symbionten (Endosymbionten), die in einigen Stämmen des Wimperntierchens Paramecium (Pantoffeltierchen) vorkommen. Paramecium-Stämme mit diesen Partikeln werden als „Killer-Paramecia“ bezeichnet. Sie setzen eine als Paramecin
bezeichnete Substanz in das Kulturmedium frei, die für Kappa-Partikel-freie Paramecium tödlich ist.
Kappa-Partikel werden in Genotypen von Paramecium aurelia syngen 2 gefunden, die das dominante Gen K tragen.
Kappa-Partikel sind Feulgen-positiv und färben sich nach einer Säurehydrolyse mit Giemsa-Färbung. Die Länge der Partikel beträgt 0,2–0,5 μm.
Lange Zeit war man sich unklar über das Wesen der Kappa-Partikel (Viren, Bakterien, Organellen oder einfach nur ein Nukleoprotein). Heute weiß man, dass es sich bei den Partikeln um intrazelluläre bakterielle Symbionten handelt (Caedibacter taeniospiralis, γ-Proteobacteria). Caedibacter taeniospiralis enthält zytoplasmatische Proteineinschlüsse, sogenannte R-Körper, die als Toxinverteilungssystem fungieren.